# 2870 Гаупт
2870 Гаупт (2870 Haupt) — астероїд головного поясу, відкритий 4 червня 1981 року.
Тіссеранів параметр щодо Юпітера — 3,497.